# Sombere mierklauwier
De sombere mierklauwier (Thamnomanes saturninus) is een zangvogel uit de familie Thamnophilidae (miervogels).

## Verspreiding en leefgebied
Deze soort komt voor in het Amazonegebied en telt twee ondersoorten:
- T. s. huallagae: noordoostelijk Peru en westelijk Brazilië.
- T. s. saturninus: amazonisch zuidwestelijk en zuidelijk-centraal Brazilië en noordoostelijk Bolivia.

## Status
De grootte van de populatie is niet gekwantificeerd maar de soort wordt omschreven als algemeen. Op de Rode lijst van de IUCN heeft deze soort de status niet bedreigd.